# برج اموت اتریم
برج اموت اتریم (به لاتین: Amot Atrium Tower) یک آسمان‌خراش در اسرائیل است که در رمت گن واقع شده‌است.